# Lijst van burgemeesters van Horssen
Dit is een lijst van burgemeesters van de voormalige Nederlandse gemeente Horssen in de provincie Gelderland.

Op 1 januari 1984 is Horssen opgegaan in de gemeente Druten.
| Ambtsperiode             | Naam burgemeester                                     | Partij of stroming | Bijzonderheden |
| ------------------------ | ----------------------------------------------------- | ------------------ | --- |
| 1814 - 1843              | jhr. Pieter Bouwens                                   |                    | Heer van Horssen (beleend); 1831 werd hij jonkheer                                                                                        |
| 1843 - 1850              | jhr.mr. Pieter Bouwens van Horssen                    |                    | Heer van Horssen. Zoon van Jhr. Pieter Bouwens.                                                                                           |
| 1850 - 1853              | B.F.J.A. (Barthold) baron van Verschuer               |                    | tevens burgemeester van Bergharen (1848-1853) en Batenburg (1850-1853)                                                                    |
| 1853 - 1855              | jhr. Jules Corneille Charles van Bommel               |                    | tevens burgemeester van Bergharen en Batenburg                                                                                            |
| 1855 - 1860              | Johannes J. Vermeulen                                 |                    | tevens burgemeester van Bergharen |
| 1861 - 1862              | jhr.mr. F.X.G.M. (Franciscus) van Nispen tot Sevenaer |                    | In dezelfde periode tevens burgemeester van Bergharen                                                                                     |
| 1862 - 6 februari? 1871? | J.H. (Johannes H. (Jan Hendrik)) van Koolwijk         |                    | In (een deel van?) dezelfde periode tevens burgemeester van Bergharen. Zijn broer, vader en grootvader waren allen burgemeester van Ewijk |
| 1871 - 1891              | jhr. P.F.Z. (Pieter) Bouwens                          |                    | Heer van Horssen. Neef van jhr.mr. Pieter Bouwens van Horssen. In een deel van dezelfde periode tevens burgemeester van Bergharen         |
| 1891 - 1894              | J.P. van Gorp                                         |                    | |
| 1894 - 1903              | C.A. Hiebendaal                                       |                    | |
| 1903 - 1910              | jhr. Otto Jan Marie van Nispen tot Pannerden          |                    | later burgemeester van Groesbeek |
| 1910 - 1926              | W. van Oss                                            |                    | |
| 1927 - 1929              | H.A.C. (Hendrik) Banning                              |                    | later burgemeester van Weerselo, Tubbergen en Leidschendam                                                                                |
| 1929 - 1931              | W.H.J.M. Keune                                        |                    | |
| 1931 - 1944              | J.J.C.M. (Jacques) Luske                              |                    | In een deel van dezelfde periode tevens burgemeester van Bergharen                                                                        |
| 1944 - 1946              | J. (Jacob) de Vries                                   |                    | Waarnemend. In dezelfde periode tevens waarnemend burgemeester van Bergharen                                                              |
| 1946 - 1971              | Antoon van Elk                                        |                    | tevens burgemeester van Bergharen |
| 1971 - 1978              | mr. R.H.J. (Rob) van Schaik                           | KVP                | tevens burgemeester van Bergharen en aansluitend burgemeester van Groenlo en daarna burgemeester van Waalwijk                             |
| 1978 - 1981              | J.A. Bolt                                             |                    | waarnemend; burgemeester van Heteren |
| 1981 - 1984              | H.J. (Henk) Geurts                                    | CDA                | waarnemend; burgemeester van Druten |